# 두리 (사격 선수)
두리(중국어 간체자: 杜丽, 정체자: 杜麗, 병음: Dù Lì, 한자음: 두려, 1982년 3월 5일~)는 중화인민공화국의 사격 선수이다. 산둥성 쯔보시 이위안현에서 태어났다. 2004년 하계 올림픽에 출전해서 10m 공기소총 종목에서 금메달을 땄으며 2003년과 2006년에 두 번이나 400점 만점을 받기도 했다. 2008년 하계 올림픽에서는 8월 9일에 열린 같은 종목에서 5위를 해서 1위를 카테르지나 에먼스에게 내주었지만 50m 소총 3자세 종목에서 올림픽 신기록을 수립하며 금메달을 목에 걸었다.